# 히로시마시 현대미술관
히로시마시 현대미술관(広島市現代美術館)은 일본 히로시마현 히로시마시 미나미구에 있는 현대 미술관이다.

## 같이 보기
- 히로시마 미술관
- 히로시마 현립 미술관